# O Crime do Padre Amaro (2005)
O Crime do Padre Amaro é um filme português realizado por Carlos Coelho da Silva, adaptado da obra homónima de Eça de Queirós por Vera Sacramento.
O filme adapta a história do livro da cidade de Leiria de 1875, para um bairro social de Lisboa de 2005, cheio de problemas de marginalização e socioculturais. Inclui várias cenas de sexo arrojadas que receberam particular atenção da imprensa e público. Nele são também acentuadas as criticas a homens do clero que a obra de Eça não ficcionava.
O filme estreou em Portugal a 27 de outubro de 2005. Deu também origem a uma mini-série exibida pela SIC, que incluiu cenas inéditas.

## Sinopse
Amaro é um jovem padre, acabado de sair do seminário, que vem a Lisboa substituir um falecido padre. A paróquia a que chega situa-se num bairro social, tomado pela delinquência. Desde logo, é apadrinhado pelo seu antigo professor, o Cónego Dias, que lhe arranja estada na casa da devota Joaneira. Aí, o jovem Amaro conhece Amélia, uma jovem sensual e sedutora, que provoca ao padre sentimentos nunca antes experimentados. Amaro faz de tudo para resistir à tentação, mas Amélia não desiste. Será que um homem de Deus consegue vencer o desejo carnal?

## Ficha artística
- Jorge Corrula - Padre Amaro Vieira
- Soraia Chaves - Amélia
- Nicolau Breyner - Cónego Francisco Dias
- Glória Férias - Augusta (Joaneira)
- Ana Bustorff - Gertrudes
- Nuno Melo - João Eduardo
- Cláudia Semedo - Carolina
- Hugo Sequeira - Quimbé
- Margarida Miranda - Beatriz
- Diogo Morgado - Libaninho
- Rui Unas - Alex
- Pedro Barbeitos - Johnny
- Tekilla - Ruca
- Sabri Lucas - Strikes
- Alberto Magassela - Alberto
- Paula Guedes - Zélia
- Ricardo Pereira - Gustavo
- Pedro Granger - Daniel
- José Wallenstein - Padre Natário
- João Lagarto - Padre Brito
- Maria Emília Correia - Joaquina Gansoso
- Lurdes Norberto - Ana Gansoso
- Rogério Samora - Dr. Gouveia
- Ruy de Carvalho - Padre Cortegaça
- Rui Mendes - Carlos
- Manuel Sá Pessoa - Sacristão Mendes
- Luís Esparteiro - Rafael
- Rita Calçada Bastos - Paula (cabeleireira)
- Ana Marques - Mãe
- Sam The Kid - MC
- Francisco Fernandes - Amaro (criança)
- Maria Gê - Amélia (criança)
- Paulo Lima - Agente PJ
- Sylvie Dias - Leonor
- Ana Cláudia - Rosa

## Receção

### Box office
O Crime do Padre Amaro arrecadou mais de €1,6 milhão e foi visto por mais de 380 000 pessoas em Portugal, tornando-se no segundo filme português mais visto desde 2004.

## Prémios
Globos de Ouro 2007 (Portugal)
| Categoria                                    | Resultado |
| -------------------------------------------- | --------- |
| Melhor beijo - Jorge Corrula e Soraia Chaves | Indicado  |
| Melhor vilão - Nicolau Breyner               | Indicado  |